# Robert Jindra
Robert Jindra (* 17. června 1977) je český dirigent. Od září 2022 zastává pozici Hudebního ředitele Národního divadla v Praze a hlavního hostujícího dirigenta v Symfonickém orchestru Českého rozhlasu.  
Roku 1999 dokončil svá studiu na Pražské konzervatoři, kde studoval v oboru klasického zpěvu. Ve studiích pak pokračoval, tentokrát v oboru dirigování. Na konzervatoři rovněž několik let působil jako pedagog.

## Angažmá v Národním divadle moravskoslezském
Od roku 2010 působil Jindra na postu hudebního ředitele v Národním divadle moravskoslezském, kde nastudoval např. opery Armida, Cardillac, Její pastorkyňa, La Wally, Věc Makropulos, Werther nebo Výlety páně Broučkovy. V září 2014 oznámilo vedení divadla jeho odchod a zdůvodnilo jej zejména jeho souběžným angažmá v pražském ND.

## Působení v Národním divadle Praha
Jindrova dosavadní umělecká kariéra je do velké míry spjata s operou Národního divadla. Tuto scénu začal poznával již ve svých 21 letech jako sbormistr, poté od 2004 jako asistent dirigenta (a mj. se v roce 2005 podílel na přípravě nastudování Wagnerova Prstenu Nibelungova) a od sezony 2005/2006 pak několik let jako dirigent opery. Za tu dobu zde nastudoval například operu Così fan tutte, Dvě vdovy nebo Příhody lišky Bystroušky a Z mrtvého domu.
V roce 2013 se stal Jindra hudebním ředitelem Opery Národního divadla, ale z funkce odstoupil již v červnu následujícího roku a to kvůli neshodám s tehdejším uměleckým ředitelem Opery ND Petrem Kofroněm. Na stejný post se vrátil v sezóně 2022/2023.

## Působení v zahraničí
V letech 2006 až 2009 působil Jindra coby asistent šéfdirigenta v Deutsche Oper am Rhein. Roku 2010 poprvé dirigoval v Norské opeře v Oslu, kam se vracel i v dalších letech. Po odchodu z vedení pražské i ostravské opery působil v letech 2015 až 2020 příležitostně na Slovensku, ať už ve Slovenském národním divadle v Bratislavě Halévy: Židovka , Smetana: Prodaná nevěsta nebo ve Státním divadle Košice (Wagner: Víly). Od roku 2019 – 2021 zastával post 1. Kapllmeister v Aalto Musiktheater und Philharmonie Essen, kde nastudoval operu Reimann: Medea, Wagner: Ring an einem Abend, obnovené nastudování opery Puccini: Tosca, Bizet: Carmen a další představení a koncerty.
V roce 2021 s mimořádným úspěchem debutoval na festivalu Bayerische Staatsoper v Mnichově s Dvořákovou Rusalkou. Z dalších projektů jmenujme nastudování Verdiho La traviaty ve Slovenském národním divadle, Weinbergerovy opery Švanda dudák v Grazu nebo Janáčkovi Jenůfy v Norské opeře v Oslo, Příhody Lišky Bystroušky v Bayerische Staatsoper a v roce 2023 jeden z výročních koncertů orchestru Bayerische Staatsoper.
Od září 2021 do srpna 2024 byl také šéfdirigentem Státní filharmonie Košice.

## Koncertní činnost
Robert Jindra pravidelně vystupuje na významných festivalech jako je Pražské jaro, Smetanova Litomyšl, Festival Leoše Janáčka v Ostravě, či Košická hudobná jar. Spolupracoval s řadou orchestrů jako např. Praga sinfonietta, komorním orchestrem Virtuosi Pragenses, Pražská komorní filharmonie, Český národní symfonický orchestr, Plzeňská filharmonie, Symfonický orchestr hlavního města Prahy FOK, Symfonický orchestr Českého rozhlasu, Filharmonií Bohuslava Martinů Zlín či Slovenská filharmonie.